# Szmery sercowe
Szmery sercowe (łac. strepitus cordis) – zjawiska akustyczne stwierdzane oprócz tonów serca w trakcie osłuchiwania układu krążenia, które są wywołane wibracjami (drganiami) powstającymi w tkankach serca i naczyń krwionośnych, a także samym strumieniu krwi przy jego przejściu z przepływu warstwowego w turbulentny. Akustycznie jest to stosunkowo długo trwająca seria drgań, które różnią się częstotliwością, głośnością, czasem trwania i czasem pojawienia się w trakcie cyklu pracy serca.

Szmery sercowe odgrywają istotną rolę w rozpoznawaniu chorób serca i naczyń, jednak większość szmerów nie ma znaczenia chorobowego – są to tzw. „szmery niewinne”.

## Klasyfikacja szmerów serca
- skurczowe, które dzieli się na:
  - wczesnoskurczowe (protosystoliczne)
  - śródskurczowe (mezosystoliczne)
  - późnoskurczowe (telesystoliczne)
  - holosystoliczne (pansystoliczne), czyli trwające przez cały okres skurczu serca
- rozkurczowe
  - wczesnorozkurczowy (protodiastoliczne)
  - śródrozkurczowy (mezodiastoliczne)
  - późnorozkurczowe (telediastoliczne)
  - holodiastoliczne (pandiastoliczne), czyli trwające przez cały okres rozkurczu

Inny podział:
- szmer narastający (crescendo) – głośność szmeru stopniowo narasta, jest cichy na początku i najgłośniejszy na końcu jego występowania
- szmer malejący (decrescendo) – szmer stopniowo cichnący
- szmer typu crescendo-decrescendo – początkowo zwiększający głośność, po osiągnięciu maksimum stopniowo cichnie
- szmer stały – o jednakowej głośności przez cały okres występowania

Uwzględniając przyczynę powstania szmerów sercowych, można je podzielić na:
- czynnościowe – wywoływane przyczynami pozasercowymi najczęściej ogólnoustrojowymi (np. w przebiegu anemii lub gorączki)
- niewinne (inaczej nazywane przygodnymi) – mówimy o nich, gdy szmer jest wysłuchiwany, nie stwierdza się jednakże choroby serca
- organiczne – w przypadku wady serca.

## Mechanika powstawania szmerów
Szmery w jamach serca lub patologicznie zmienionych naczyniach krwionośnych (np. tętniaku jamy brzusznej) powstają w wyniku turbulentnego przepływu krwi przez naczynie krwionośne. Głośność szmeru jest wprost proporcjonalna do turbulentnego przepływu i jest tym wyższa im wyższa jest liczba Reynoldsa. Przyczyny zjawisk odsłuchowych w sercu można przypisać głównie współczynnikowi prędkości przepływu i lepkości krwi.
Poniżej przedstawiono przykłady patologii wpływających na określone współczynniki liczby Raynoldsa:
- zwiększona prędkość przepływu krwi przez niezmienione morfologicznie struktury serca występująca w stanach hiperdynamicznych stanach jak ciąża, nadczynność tarczycy, gorączka.
- zmniejszenie średnicy naczynia, np. zwężenie ujścia serca przez usztywnienie zastawek serca lub przerost mięśnia sercowego, koarktacja aorty, wada przegrody międzykomorowej,
- zmniejszenie lepkości krwi, które występuje wyłącznie w niedokrwistości
- niedomykalność zastawki sercowej powodująca wsteczny przepływ krwi, jako wyjątek nie jest wprost charakteryzowana przez liczbę Raynoldsa.

## Skala głośności szmerów serca (skala Levine’a)
- stopień I (1/6) – szmer bardzo cichy, słyszalny tylko przy dokładnym osłuchiwaniu
- stopień II (2/6) – szmer cichy, ale słyszalny z łatwością
- stopień III (3/6) – szmer umiarkowanie głośny
- stopień IV (4/6) – szmer głośny, towarzyszy mu drżenie ściany klatki piersiowej (tzw. mruk)
- stopień V (5/6) – szmer bardzo głośny, słyszalny nawet podczas lekkiego ucisku słuchawki na ścianę klatki piersiowej
- stopień VI (6/6) – szmer wybitnie głośny, słyszalny nawet bez przyłożenia słuchawki do klatki piersiowej

## Szmery niewinne (przygodne, przypadkowe)
Występują fizjologicznie u dzieci najczęściej w wieku przedszkolnym i szkolnym, nie są wynikiem zmian organicznych w sercu.
Cechy charakterystyczne:
- głośność od 1/6 do 3/6 w skali Levine’a
- niestałe, zmieniają głośność lub zanikają podczas zmiany położenia, wysiłku, emocji, ucisku na naczynia żylne
- wysłuchiwane są nad niewielkim polem, nie promieniują
- intensywność może wzrastać podczas gorączki

Rodzaje najczęściej występujących szmerów niewinnych:
- szmer klasyczny (muzyczny, Stilla) – związany z turbulencjami odpływu krwi z lewej komory, skurczowy szmer o głośności 1-2/6, najlepiej słyszalny w III-IV lewym międzyżebrzu przy mostku
- szmer wyrzutu do tętnicy płucnej – związany z turbulencjami odpływu krwi z prawej komory, najlepiej słyszalny w pozycji leżącej, w II lewym międzyżebrzu, o głośności 2/6
- buczenie żylne – skurczowo-rozkurczowy (ciągły) szmer nasilający się w pozycji stojącej i przy odchyleniu głowy do tyłu a zanikający podczas leżenia i po uciśnięciu żył szyjnych, słyszalny nad i pod prawym obojczykiem